# Epiroc
Epiroc – szwedzkie przedsiębiorstwo założone w 2017 r., którego działalność obejmuje sprzedaż, wynajem i serwis urządzeń z zakresu techniki górnictwa oraz techniki wyburzeniowej. Powstawało poprzez wydzielenie się z Atlas Copco. Od 18 czerwca 2018 roku Epiroc notowany jest na giełdzie w Sztokholmie. W Polsce posiada biura w Warszawie i Polkowicach.
W 1984 firma Atlas Copco dostarczyła sprzęt do prowadzenia wykopalisk archeologicznych w pobliżu Melbourne w Australii (odkryto tam szkielet dinozaura). W podziękowaniu dinozaur został nazwany Atlaskopkozaur. Później oddział, który dostarczył sprzęt, został przeniesiony do firmy Epiroc.